# Playa de la Hípica
Playa de la Hípica är en strand i Spanien. Den ligger i den spanska exklaven Melilla i Nordafrika.